# Atocion compactum
Atocion compactum, syn. Silene compacta — вид квіткових рослин родини гвоздикових (Caryophyllaceae).

## Біоморфологічна характеристика
Це дворічний або короткоживучий багаторічник, повністю голий. Стебла прямовисні, до 120 см. Нижні листки, що утворюють розетку, ланцетно-лопатчасті, рідше ланцетні або зворотно-ланцетні. Стеблові листки численні, зазвичай яйцеподібні, тупі, рідше подовжено-яйцюваті чи довгасті. Квітки в головках. Чашечка 1,6-2,0 мм, гола, у плода дещо звужена під коробочкою. Пелюстки яскраво-рожеві, цілісні або рідко вирізані. Коробочка довгаста, ± входить до чашечки.

## Поширення
Росте у Євразії від Балканського півострова до зх. Ірану.
В Україні вид населяє Пд. відроги Придніпровської височини в межах Правобережного Степу; у долині р. Пд. Буг — Миколаївщина. У ЧКУ має статус «вразливий».